# Bundesoberstufenrealgymnasium Mistelbach
Das Bundesoberstufenrealgymnasium Mistelbach (kurz: BORG Mistelbach) ist eine Allgemeinbildende Höhere Schule in Mistelbach.

## Vorgeschichte
Bereits im 19. Jahrhundert bemühten sich die Barnabiten, die das Barnabitenkolleg Mistelbach betrieben, erfolglos um eine höhere Schule. Auch die Stadtgemeinde blieb vorerst ohne Erfolg. Schüler besuchten vor allem die höheren Schulen im Bezirk Gänserndorf und Wien.

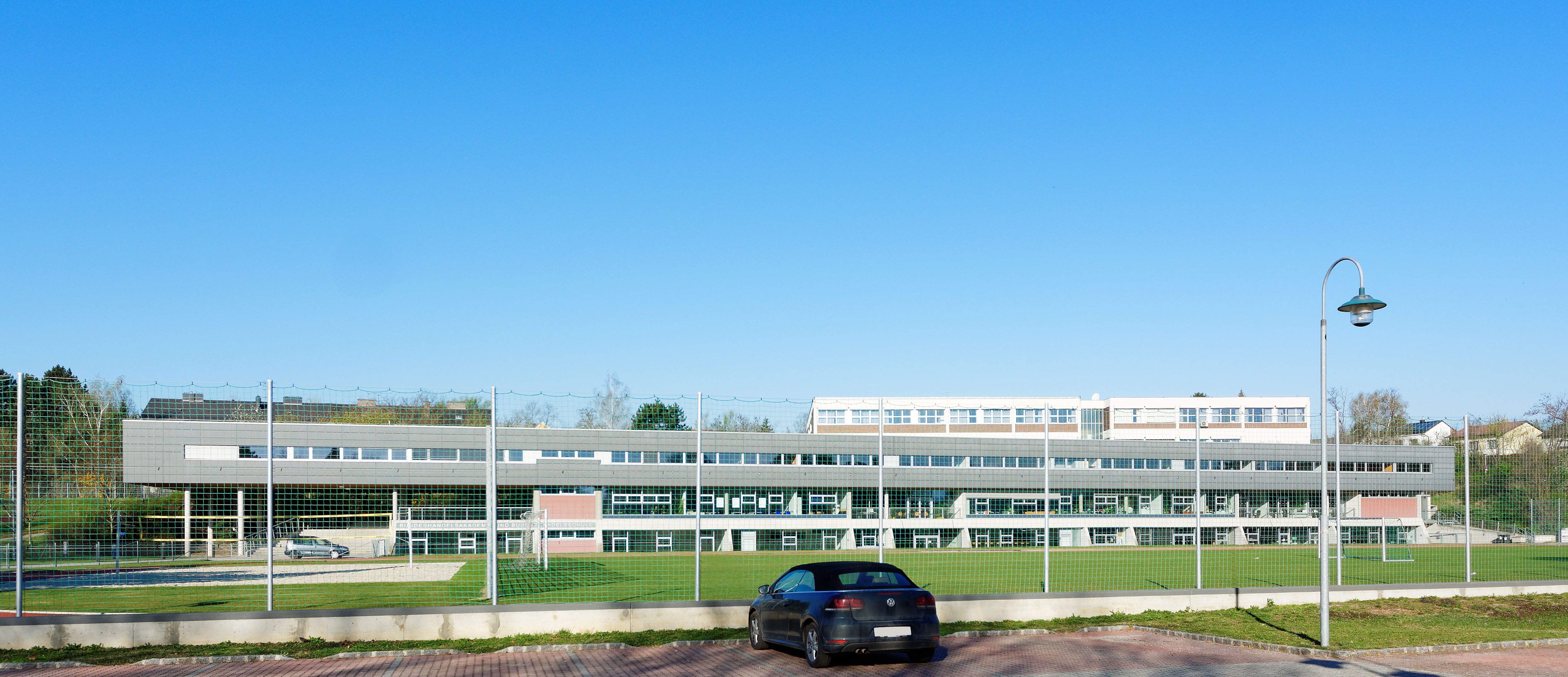
BORG Mistelbach, Rückseite

## Allgemeines
Das Musisch-pädagogische Realgymnasium wurde 1963 als Expositur des BG Gänserndorf (heute Konrad Lorenz Gymnasium) gegründet, nachdem das Schulorganisationsgesetz 1962 diese Schulform erstmals zuließ. Die erste Klasse (5. Schulstufe) war als Übergangsklasse von der Hauptschule gedacht und die 2. bis 5. Klasse wurden als Oberstufenklassen geführt. Im ersten Schuljahr 1963/64 wurden bereits 46 Schüler unterrichtet. Die Schulklassen der rasch wachsenden Schule wurden nach und nach in verschiedenen Gebäuden in Mistelbach und Lanzendorf untergebracht. 1968 wurde dieses Musisch-pädagogische Realgymnasium selbstständig, 1975 wurde es in Oberstufen-Realgymnasium umbenannt und 1978 das derzeitige Gebäude bezogen, das danach in mehreren Schritten umgebaut und aufgestockt wurde und 2004 mit einer Handelsakademie zum Bundesschulzentrum ausgebaut wurde. Obwohl Bezirkshauptstadt, ist Mistelbach dennoch der letzte etablierte Schulstandort Niederösterreichs, an dem keine gymnasiale Unterstufe angeboten wird. In Laa an der Thaya und Wolkersdorf im Weinviertel, beide im Bezirk Mistelbach, gibt es dagegen Gymnasien mit Unterstufen. Damit haben das BORG und auch die anderen höheren Schulen in Mistelbach einen sehr hohen Anteil an Schülern aus der Mittelschule.
Das BORG Mistelbach wird in fünf Zweigen geführt, nämlich Kunst & Design, Medien & Kommunikation, Musik & Instrumental, Nawi & Labor und Basketball.

## Zweige
Kunst & Design

Mit dem Kunst & Design Zweig zog die Schule viele Künstler an, die hier unterrichteten und zugleich wuchs eine junge, kunstinteressierte Generation heran, die zusammen wesentliche Beiträge zum Aufstieg Mistelbachs zum Kulturzentrum leisteten und was zum Beispiel durch das Museumszentrum Mistelbach oder die Kulturlandschaft Paasdorf noch unterstrichen wird.
Medien & Kommunikation

Aus dem Freifach und späteren Wahlpflichtfach Informatik entstand dieser Zweig im Jahr 2006. Neben der klassischen Informatikausbildung liegt ein weiterer Schwerpunkt im Bereich Grafik, Audio und Video, wobei hier, abweichend vom üblichen Schulbetrieb, besonders auf den Einsatz von quelloffener Software Wert gelegt wird.
Musik & Instrumental

Der Zweig Musik & Instrumental ist der älteste Zweig der Schule und bezweckt die Ausbildung von Volksschullehrern und musikalische Weiterbildung in höheren Schulen.
Naturwissenschaftlich & Labor

Der Zweig Nawi & Labor wurde 1977 gegründet. Er orientiert sich weitgehend am Lehrplan des Realgymnasiums. In der Folge wurde die Schule für die Fächer Biologie, Chemie und Physik hervorragend ausgestattet.
Basketball
Der Zweig Basketball verankert die Werte von Bewegung und Gesundheit im eigenen Leben und bietet ein Grundlagenwissen für eine spätere berufliche Orientierung in den vielfältigen Bereichen des Sportes. 

## Absolventen
- Reinhard Trinkler
- Peter Tscherkassky

## Bekannte Lehrer
- Stefan Donner (Klavier)[9]
- Edmund Freibauer (auch Direktor)